# Daniel Harrich

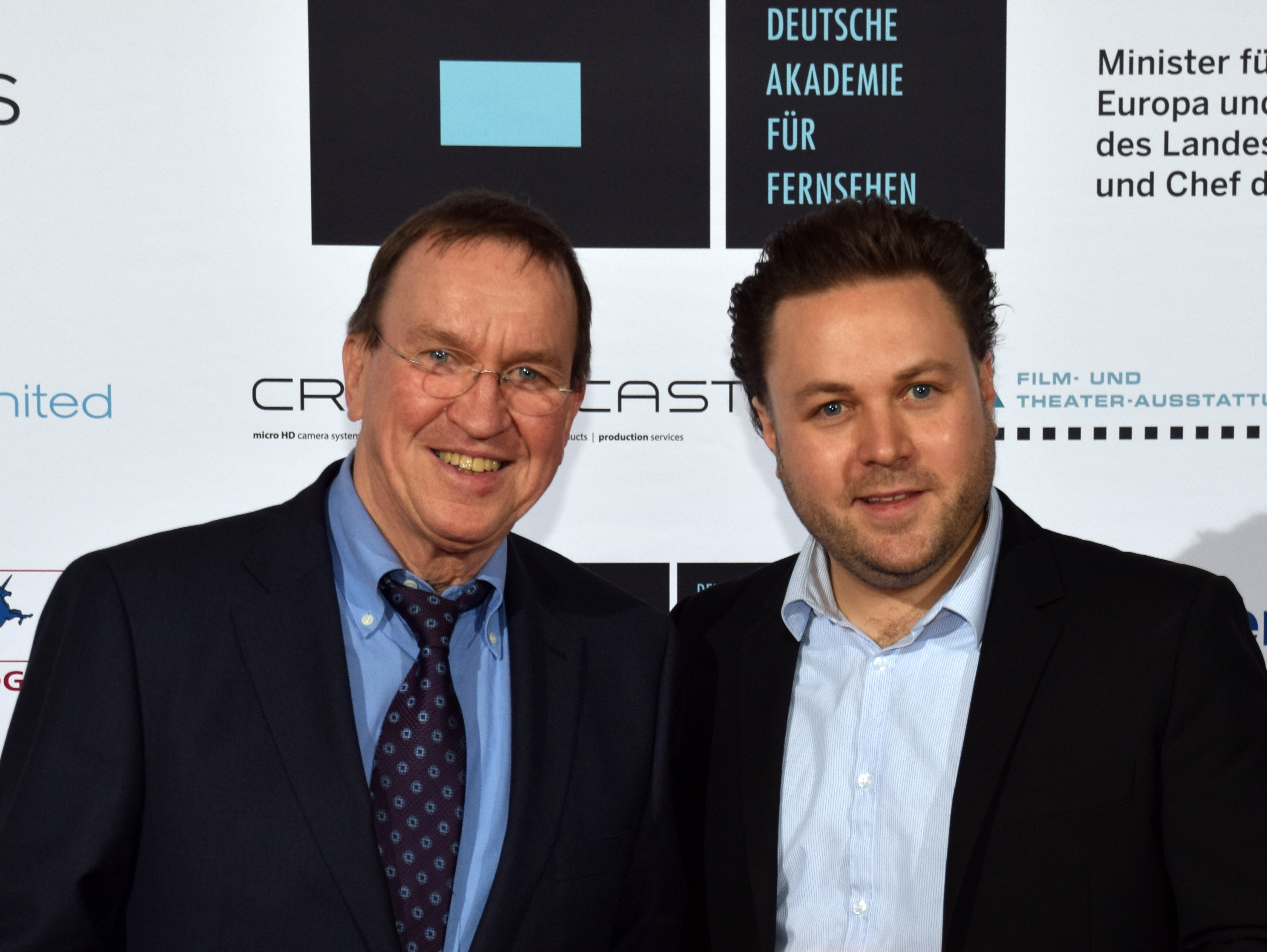
Daniel Harrich (rechts), zusammen mit Ulrich Chaussy (2015)

Daniel M. Harrich (* 7. August 1983 in München) ist ein deutscher Regisseur, Filmproduzent, Dokumentarfilmer, Drehbuchautor und Sachbuchautor. Für die Erfindung des „Investigativen Spielfilms“ wurde ihm im März 2024 von Bundespräsident Frank-Walter Steinmeier das Bundesverdienstkreuz verliehen.

## Biografie
Nach dem Abitur am Albert-Einstein-Gymnasium München, studierte Harrich Betriebswirtschaft an der Cass Business School in London und der Goizueta Business School der Emory University in Atlanta, USA. Anschließend war er bei der Endeavor Talent Agency in Los Angeles tätig.
Daniel Harrich begann im Jahr 2006 eine Ausbildung am renommierten American Film Institute in Los Angeles. Sein Abschlussfilm „Acholiland“ (2008), über den Verlauf einer Lebensmittellieferung in Nord-Uganda, wurde unter anderem mit drei Student-Emmy-Awards der Academy of Television Arts & Sciences Foundation sowie dem BAFTA-LA ausgezeichnet.
In Deutschland war er für mehrere TV-Serien wie „Ungeklärte Morde – Dem Täter auf der Spur“, „Tatort Ausland – Mord im Paradies“ sowie für die Dokumentation „Ziemlich beste Freunde – Was im Leben wirklich zählt“ (2012) des ZDF-Formats „37 Grad“ verantwortlich.

## Investigative Spielfilme sowie Dokumentationen
Daniel Harrich hat das Genre des investigativen Spielfilms erfunden. Seine Spielfilme, die alle auf seinen eigenen investigativen Recherchen beruhen, und Dokumentationen haben mehrfach gesellschaftspolitische Auswirkungen auf reale Ereignisse gehabt. Unter anderem die Wiederaufnahme der Ermittlungen zum Oktoberfestattentat von 1980 durch die Bundesanwaltschaft – mit ausgelöst durch „Der blinde Fleck“, – und die Enthüllung illegaler Waffenexporte nach Mexiko und Kolumbien durch den Spielfilm „Meister des Todes“ die Dokumentationen „Waffen für die Welt“ und „Tödliche Exporte“ sowie das Sachbuch „Netzwerk des Todes“ im Heyne Verlag.

„Mit „Der blinde Fleck“ schuf Daniel Harrich das Genre des investigativen Spielfilms. Nun hat er wieder einen Spielfilm und dazu eine Doku gedreht – über illegale Waffengeschäfte der Deutschen mit Mexiko. Themenabend in der ARD: Waffenexporte: Starker Film „Meister des Todes“.“

### Der blinde Fleck – Das Oktoberfestattentat
Bei der Uraufführung von „Der blinde Fleck“ am 11. Juni 2013 im Bayerischen Landtag sicherte Bayerns Innenminister Joachim Herrmann dem Journalisten Ulrich Chaussy zu, die angeblich vernichteten Spurenakten des Landeskriminalamts Bayern freizugeben. Diese befanden sich im Asservatenkeller des LKA. Im Januar 2014 bekam der Opferanwalt Werner Dietrich erstmals Zugang zu den Spurenakten im LKA Bayern. Am 6. Dezember 2016 beantragte der Münchner Anwalt Werner Dietrich außerdem die Entbindung des Leiters der bayerischen Sonderkommission zum Oktoberfest-Attentat, gegen den selbst auf Grund eines V-Mann-Einsatzes im Rockermilieu ermittelt wird. Am 26. Dezember 2016 wurde der Chef der Soko schließlich abgelöst.
Nach Veröffentlichung des Films meldeten sich zahlreiche neue Zeugen und Hinweisgeber bei Ulrich Chaussy und Werner Dietrich. Der Anwalt reichte im September 2014 den Antrag ein, die Ermittlungen wieder aufzunehmen – zum vierten Mal. Am 11. Dezember 2014 verkündet Generalbundesanwalt Harald Range die Wiederaufnahme der Ermittlungen zum Oktoberfestattentat vom 26. September 1980. Damit hat die Bundesanwaltschaft zum ersten Mal in ihrer Geschichte ein abgeschlossenes Verfahren wieder aufgenommen.
Die durch Der blinde Fleck ausgelösten Entwicklungen sind Inhalt der Dokumentation Attentäter. Einzeltäter? Neues vom Oktoberfestattentat, die am 4. Februar 2015 im Ersten im Rahmen eines Themenabends zu sehen war. Die Dokumentation veröffentlicht auch erstmals eine neue Spur: Eine Krankenschwester, die angab, 1980 im Oststadtkrankenhaus Hannover einen schwer verletzten jungen Mann versorgt zu haben, möglicherweise einen Mittäter.
Im Juli 2020 beendete die Bundesanwaltschaft die neuen Ermittlungen der eingesetzten Sonderkommission. Bundesanwalt Peter Frank stellte klare rechtsextreme Motive des Attentäters heraus, konnte jedoch keine Mittäter ermitteln und klärte die Ursachen der früheren Ermittlungsfehler nicht auf. Kurz darauf einigten sich die Stadt München, der Freistaat Bayern und der Bund auf neue Entschädigungszahlungen an die Opfer des Attentats, da die neuen Ermittlungen nun ein politisches Motiv (Rechtsterrorismus) festgestellt haben.
Während der Ermittlungen der neuen Sonderkommission (2014 bis 2020) arbeiteten Harrich und Chaussy weiter und veröffentlichten zum 40. Jahrestag des Terroranschlags neue Spuren und Zeugenaussagen zum Attentat in ihrer investigativen Dokumentation „Ermittlungen? Eingestellt! Das Oktoberfestattentat und der Erlanger Doppelmord“. Unter anderem hinterfragen die Journalisten, inwiefern die Aussagen wichtiger Zeugen bei den neuen Ermittlungen überhaupt gewürdigt worden sind.

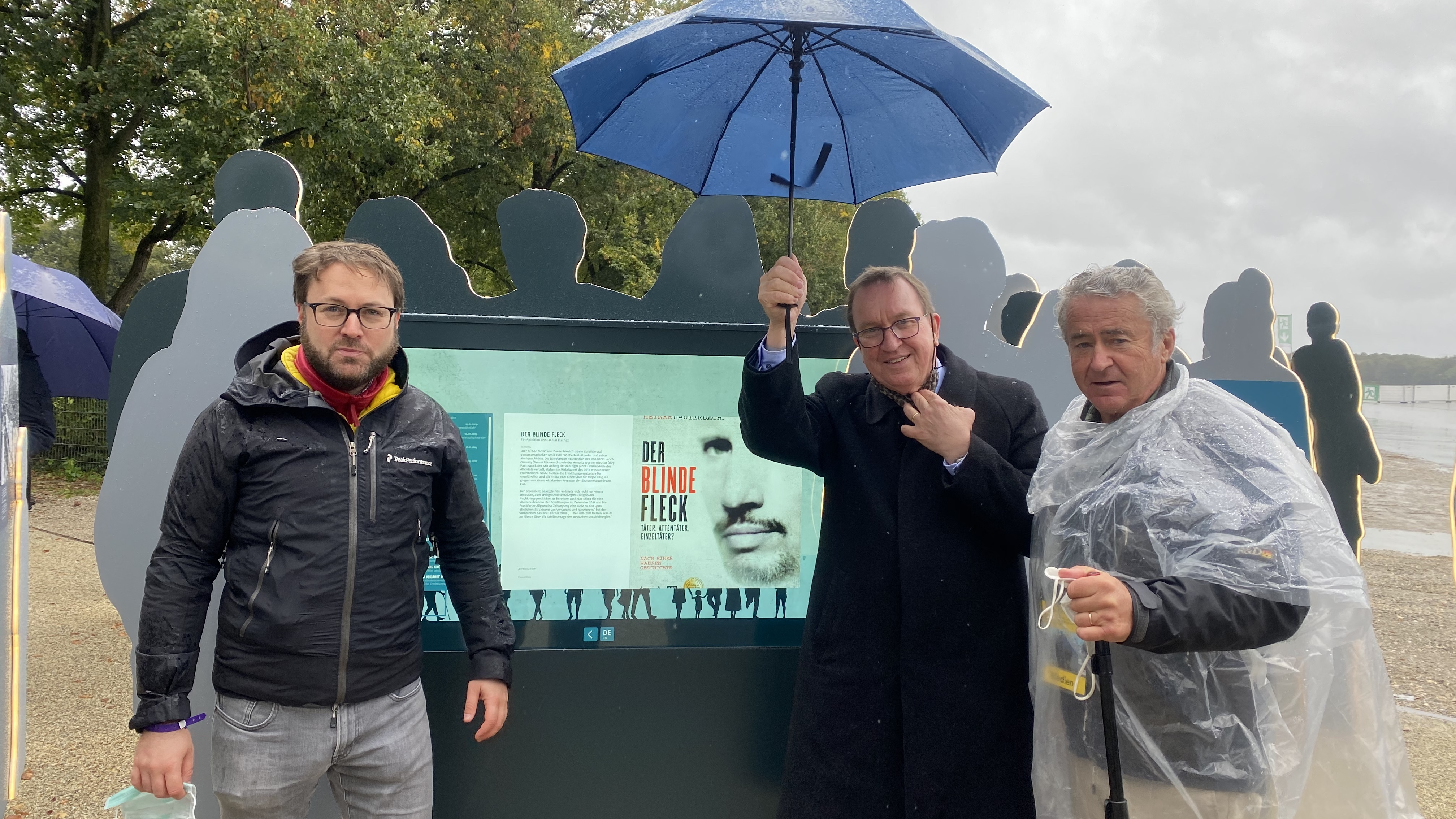
Die Journalisten Daniel Harrich und Ulrich Chaussy in Begleitung bei der Einweihung des neuen Mahnmals an das Oktoberfestattentat zum 40. Jahrestag. Hinter ihnen: Die Videoinstallation über ihre Arbeit.

Am 40. Jahrestag des Anschlags auf das Oktoberfest, weihte Bundespräsident Frank-Walter Steinmeier das neue Mahnmal neben dem Haupteingang der Theresienwiese ein. In seiner Rede erwähnte er den blinden Fleck und sagte:

„Ich danke Ulrich Chaussy, der in den vergangenen vierzig Jahren keine Ruhe gegeben hat, der sich nie mit den Widersprüchen zwischen Zeugenaussagen, Indizien und Ermittlungsergebnissen abfinden wollte und trotz aller Widrigkeiten weiter bohrte und weiter recherchierte.“

Die Arbeiten von Ulrich Chaussy und Daniel Harrich werden an mehreren Stellen des neuen Mahnmals erwähnt, unter anderem in Form einer permanenten Videoinstallation.

### Meister des Todes – Tödliche Exporte
Am 23. September 2015, dem Tag der Erstausstrahlung von Meister des Todes im Ersten, fand im Deutschen Bundestag eine „Aktuelle Stunde“ zu den für den Film recherchierten Waffenlieferungen nach Mexiko statt. Wenige Wochen später, am 5. November 2015, erhob die Staatsanwaltschaft Stuttgart Anklage gegen sechs ehemalige Mitarbeiter des deutschen Waffenproduzenten Heckler & Koch aufgrund des Verdachts auf Verstöße gegen das Kriegswaffenkontrollgesetz und Außenwirtschaftsgesetz der Bundesrepublik Deutschland bei Exporten nach Mexiko.
Im April 2016 wurde publik, wie umfassend der Vorwurf tatsächlich ist: Im genauen Wortlaut heißt es in der Anklage, dass die Angeschuldigten „jeweils gemeinschaftlich und durch andere, gewerbsmäßig und als Mitglied einer Bande, die sich zur fortgesetzten Begehung solcher Straftaten verbunden hat“ agiert hätten. Dieser Vorwurf gegen Waffenhändler ist ein Präzedenzfall.
Kurz nach der Verleihung des Grimme-Preises wurde bekannt, dass die Staatsanwaltschaft München I Ermittlungsverfahren gegen die Enthüllungsjournalisten führt. Dabei soll es um den Vorwurf der Veröffentlichung geheimer Behördendokumente gehen. Ermittelt wird gegen die Autoren des Sachbuchs „Netzwerk des Todes – Die kriminellen Verflechtungen von Waffenindustrie und Behörden“ (Daniel Harrich/Jürgen Grässlin/Danuta Harrich-Zandberg, Heyne Verlag) sowie die Filmemacher hinter dem ARD-Themenabend. Der Heyne Verlag spricht von einem „Einschüchterungsversuch“.
Im Mai 2016 wurde bekannt, dass gegen den ehemaligen Heckler & Koch Geschäftsführer und Landgerichtspräsident a. D. Peter Beyerle ein weiteres Ermittlungsverfahren geführt wird. Es geht um den Verdacht der versuchten Bestechung von Amtsträgern in Verbindung mit den Mexiko-Geschäften von Heckler & Koch.
Am 15. Mai 2018 begann der Strafprozess gegen die mutmaßlich für die illegalen Kriegswaffenexporte verantwortlichen ehemaligen Mitarbeiter von Heckler & Koch vor dem Landgericht Stuttgart. Nach zehnmonatiger Hauptverhandlung wurden im Februar 2019 zwei der Angeklagten (einer der ehemaligen Vertriebsleiter und die Sachbearbeiterin) zu Bewährungsstrafen verurteilt und die übrigen freigesprochen. Staatsanwaltschaft, die Verurteilten sowie das Unternehmen haben Revision beantragt.
Im April 2020 strahlte die ARD die Fortsetzung des investigativen Spielfilms Meister des Todes 2 und die Dokumentation „Tödliche Exporte 2 – Rüstungsmanager vor Gericht“ aus. Die realpolitischen Auswirkungen und die deshalb mit ausgelösten Strafverfahren des ersten Films, haben den zweiten Teil inhaltlich erst möglich gemacht.
Am 11. Februar 2021 wurde das Revisionsverfahren mündlich vor dem Bundesgerichtshof verhandelt, der am 30. März die Urteile des Landgericht Stuttgart bestätigte. Zudem stellte der Hohe Senat schwerwiegende Mängel im Kriegswaffenexportgesetz der Bundesrepublik Deutschland fest und mahnte politisches Handeln und eine neue Gesetzgebung an. Zur Rolle des Filmemachers Daniel Harrich schrieb Felix Zimmermann, Rechtsexperte des ZDF im Legal Tribune Online

„Der Filmproduzent und Regisseur Daniel Harrich hat in seinen preisgekrönten Dokumentar- und Spielfilmen "Tödliche Exporte I und II" sowie "Meister des Todes I und II" detailliert aufgezeigt, welches immense Behördenversagen diese Exporte erst möglich machte.“

### Gift – Gefährliche Medikamente
Der dritte investigative Spielfilm Gift wurde am 5. Mai 2017 im großen Sendesaal des RBB in Berlin uraufgeführt, gefolgt von einer politischen Podiumsdiskussion mit dem Leiter des Bundesinstitut für Arzneimittel und Medizinprodukte Professor Karl Broich und dem Präsidenten der Generalzolldirektion Uwe Schröder. Die Branchenzeitung Apotheke Adhoc schrieb „Pharmabranche zittert vor Heiner Lauterbach“.

### Saat des Terrors – Spur des Terrors
Der ARD-Themenabend „Saat des Terrors“ deckt, am Beispiel des pakistanischen Geheimdiensts Inter-Services Intelligence (ISI), die Verstrickungen westlicher Geheimdienste, allen voran die Central Intelligence Agency (CIA) und der Bundesnachrichtendienst (BND), mit Partnerorganisationen auf, die gleichzeitig aktiv Terroristen unterstützen. Obwohl der pakistanische Geheimdienst ISI nachweislich die Anschläge in Mumbai 2008 unterstützt hat, bei denen mehr als 160 Menschen, darunter zahlreiche westliche Staatsbürger, ermordet wurden, arbeitet der BND immer noch eng mit dem ISI zusammen. Die Frankfurter Allgemeine Zeitung stellte die Frage:

„Hätten Geheimdienste die Terroranschläge verhindern können?“

Kern der Recherche ist das „Geschäftsmodell Terror“: Während der pakistanische Geheimdienst ISI offiziell einer der wichtigsten Partner der westlichen Allianz im Krieg gegen den Terror ist, unterstützt er gleichzeitig heimlich genau die Terrororganisationen, die er eigentlich bekämpfen soll – beispielsweise Laschkar-e Taiba, al-Qaida, die Taliban und das Haqqani-Netzwerk. Ziel ist es, den Konflikt weiter zu befeuern, um weitere Hilfs- und Unterstützungsleistungen zu erhalten und politisch relevant zu bleiben. Das doppelte Spiel des pakistanischen Geheimdiensts ISI ist seit vielen Jahren bekannt, das bestätigen mehrere ehemalige Chefs westlicher Nachrichtendienste. Trotzdem hielten sie an der Zusammenarbeit fest.
Die Dokumentation „Spur des Terrors“ belegt durch Interviews mit den ehemals zuständigen Geheimdienstchefs die problematische Zusammenarbeit der Behörden. Unter anderem kommen Michael Hayden, langjähriger Direktor der National Security Agency (NSA) und der CIA, Asad Durrani, ehemaliger Chef des pakistanischen Geheimdiensts ISI, Ernst Uhrlau und Gerhard Schindler, beide ehemalige BND-Präsidenten, Markus Potzel, Sonderbeauftragter der Bundesregierung für Afghanistan und Pakistan, Sanjeev Tripathi und Vikram Sood, beide ehemalige Chefs des indischen Nachrichtendiensts Research & Analysis Wing (RAW) zu Wort.
Der investigative Spielfilm „Saat des Terrors“ lief erstmals im Ersten am 21. November 2018 um 20.15 Uhr, erreichte knapp fünf Millionen Zuschauer und war der erfolgreichste Mittwochsfilm (90 Minuten) des Jahres. Die Enthüllungs-Dokumentation „Spur des Terrors“ folgte um 21.45 Uhr und hatte 3,51 Millionen Zuschauer.
Die Uraufführungen von „Saat des Terrors“ fanden auf höchster politischer Ebene im Landtag Rheinland-Pfalz und der Landesvertretung Baden-Württemberg in Berlin statt. An der politischen Podiumsdiskussion Berlin nahmen Gerhard Schindler, ehemaliger Präsident des Bundesnachrichtendiensts, Clemens Binninger, ehemaliger CDU-Bundestagsabgeordneter und Vorsitzender des 2. NSU-Untersuchungsausschusses des Bundestages („Terrorgruppe NSU II“), Stefan Liebich, außenpolitischer Sprecher der LINKS-Fraktion im Bundestag, der SWR-Journalist Thomas Reutter sowie Daniel Harrich teil. Die Moderation führte der Chefredakteur der ARD Rainald Becker.
Am 28. November 2018 war „Saat des Terrors“ Thema im Deutschen Bundestag. Am 12. Dezember tagte der Auswärtige Ausschuss des Bundestags zu der Frage, wo und ob es Grenzen für den Bundesnachrichtendienst in der Zusammenarbeit mit Partnerdiensten geben muss, die gleichzeitig Terroristen aktiv unterstützen. Der Bundestagsabgeordnete Stefan Liebich forderte danach:

„Einige Einsätze des Bundesnachrichtendienstes in Pakistan haben die Sicherheit Deutschlands gefährdet und Terrororganisationen in die Lage versetzt, ihre todbringenden Attacken auszuüben. Der Dienst agiert ohne Regeln, ohne Ethos und offenbar auch ohne umfassende Verantwortung.“

Am 17. Januar 2019 wurde „Spur des Terrors“ für den Grimme-Preis 2019 nominiert.
Die Recherchen zu den Hintergründen der Zusammenarbeit westlicher Geheimdienste mit fragwürdigen Partnern führte Daniel Harrich mit „Geschäftsmodell Terror – Unsere Geheimdienste und der Dschihad“ weiter, der zum fünften Jahrestag der Terroranschläge von Paris 2015 auf ARTE ausgestrahlt wurde. Für den Film wurde Harrich mit dem Bayerischen Fernsehpreis 2021 ausgezeichnet, den die Jury als „investigative Reportage von höchster Güte“ bezeichnet.

### Meister des Todes 2 und Tödliche Exporte 2 – Rüstungsmanager vor Gericht
Am 1. April 2020 strahlte die ARD den von Daniel Harrich in Zusammenarbeit mit dem SWR, der ARD Degeto, dem RBB und dem SR produzierten investigativen Spielfilm Meister des Todes 2 und die Enthüllungs-Dokumentation Tödliche Exporte 2 – Rüstungsmanager vor Gericht aus.
Inhaltlich geht es um den Strafprozess gegen den deutschen Waffenproduzenten Heckler & Koch wegen illegaler Kriegswaffenexporte nach Mexiko vor dem Landgericht Stuttgart. Die Filmemacher zeigen auf, dass dutzende Heckler & Koch HK G36 bei der Massenentführung in Iguala 2014 eingesetzt wurden. Auch die Geschäftspraktiken des deutschen Waffenherstellers SIG Sauer thematisiert der Film und deckt dazu neue mutmaßlich illegale Waffengeschäfte auf. Der Autor Arno Frank bezeichnet den Themenabend als „ein Appell an die zuständigen Staatsanwaltschaften, ein Antrag auf Revision beim Bundesgerichtshof“.
In Tödliche Exporte 2 – Rüstungsmanager vor Gericht äußern sich erstmals der damals zuständige Präsident des Bundesamtes für Wirtschaft und Ausfuhrkontrolle Arnold Wallraff sowie der ehemalige Bundeswirtschaftsminister Sigmar Gabriel zu den Vorwürfen. Der ehemalige Bundestagsabgeordnete Jan van Aken war Prozessbeobachter im Stuttgarter Verfahren.
Bereits am Abend der Ausstrahlung bestätigt die Staatsanwaltschaft Kiel gegenüber der DPA neue Ermittlungen gegen den Rüstungskonzern SIG Sauer aufgrund der Veröffentlichungen des ARD-Themenabends.
Der erste Film Meister des Todes hat zu strafrechtlichen Ermittlungen und gerichtlichen Urteilen gegen deutsche Waffenhersteller wegen illegaler Exporte geführt und so Meister des Todes 2 erst möglich gemacht.

### #unserWasser – Bis zum letzten Tropfen – Die große Dürre
Der investigative Spielfilm „Bis zum letzten Tropfen“ wurde am 14. März 2022 bei einer Veranstaltung im Deutschen Bundestag uraufgeführt.
Am 16. März 2022 startete die ARD mit „#unserWasser“ ihren ersten Themenschwerpunkt überhaupt, den Daniel Harrich mit dem SWR, dem Bayerischen Rundfunk, dem RBB und dem Saarländischen Rundfunk produzierte. Über sechs Monate machten zahlreiche Programme im linearen Fernsehprogramm, in der ARD Mediathek, auf Social Media und im Hörfunk auf Dürre und Wasserknappheit in Deutschland aufmerksam. Den Auftakt machte der erste ARD-Thementag mit Harrichs investigativem Spielfilm „Bis zum letzten Tropfen“ und der Dokumentation „Bis zum letzten Tropfen – Die Doku“. Zahlreiche Organisationen, wie der WWF, BUND, NABU, Umweltbundesamt und Fridays for Future sind Unterstützer von „#unserWasser“ und haben zur ersten ARD-Crowd-Science-Aktion „Wo verschwinden unsere Bäche und Teiche?“ aufgerufen. Abschluss war der zweite ARD-Thementag „#unserWasser“ am 29. August 2022 mit der Primetime-Dokumentation „Story im Ersten – Die große Dürre – Was tun, damit Deutschland nicht austrocknet?“
„Bis zum letzten Tropfen“ hat mit dazu beigetragen, dass der Getränkehersteller Coca-Cola den Antrag auf einen dritten Brunnen zur Förderung von Grundwasser für die Herstellung der Wassermarke Vio in Lüneburg aktuell ruhen lässt.
Die Ergebnisse der investigativen Recherchen zu „#unserWasser“ wurden mehrmals im Deutschen Bundestag diskutiert. Die ARD-Doku „Bis zum letzten Tropfen – Die Doku“ veröffentlichte erstmals Daten der NASA-Satellitenmission GRACE zu Deutschlands Verlust an verfügbarem Wasser. Demnach hat Deutschland seit dem Jahr 2000 so viel Wasser verloren, wie der Bodensee umfasst. Aktuell nutzen Landesbehörden in Rheinland-Pfalz, Bayern und Niedersachsen diese Daten.
An der Universität Koblenz-Landau wurde für „#unserWasser“ eigens ein Forschungsprojekt zur ARD-Crowd-Science-Aktion „Wo verschwinden unsere Bäche und Teiche?“ aufgelegt. Aus ganz Deutschland wurden der ARD und den Wissenschaftlern mehr als 2.100 Oberflächengewässer und Quellen gemeldet, die gerade austrocknen. Laut des wissenschaftlichen Leiters der Studie, Grundwasserökologe Hans Jürgen Hahn, fehlen bundesweit einheitliche Daten zur Entwicklung unseres Wasserhaushalts. Hier hätten die Meldungen der Bevölkerung einen ausgesprochen hohen Wert und seien ein wissenschaftlicher Schatz. Sie zeigten, dass die offizielle Datenlage ungenügend sei und dringend gehandelt werden müsse.
Für seine wissenschaftliche Arbeit zu „#unserWasser“ hat das Bundesumweltministerium Hans Jürgen Hahn eingeladen, die Ergebnisse der ARD-Crowd-Science-Aktion dem Ministerium vorzustellen.
Daniel Harrich wurde für das Projekt mit dem Umweltmedienpreis 2022 ausgezeichnet. Die Jury der Deutschen Umwelthilfe sagt:

„Der ARD-Thementag #unserWasser, der das massiv unterbelichtete Thema Wasserknappheit in Deutschland auf das Tableau holt, zeigt, in welcher dramatischen Lage wir uns hierzulande bereits jetzt befinden. Mit großartigem Gespür für Mensch und Wissenschaft geht er einem Streit um das Wasser bei Lüneburg nach und stößt dabei auf eine Reihe von besorgniserregenden neuen Daten und Erkenntnissen. Dabei wirft der Filmemacher die bisher ungeklärte Frage auf, wem unser Trinkwasser eigentlich gehört.“

„#unserWasser“ stellte mit mehr als 40 Millionen Kontakte eine neue Rekordreichweite für ein Programm der ARD auf.

### #unsereErde – Am Abgrund – Kampf um Rohstoffe
Der ARD-Thementag „#unsereErde“ beleuchtet den schmutzigen Kampf um kritische Rohstoffe, die für die Energiewende benötigt werden. Jahrelange investigative Recherchen zeigen ein System weitreichender Korruption im Europarat und decken erstmals auf, dass Aserbaidschan die Region Bergkarabach im September 2023 auch wegen großer Vorkommnisse kritischer Rohstoffe erobert hat.
Schon im Vorfeld der Erstausstrahlung im Hauptabendprogramm der ARD, kam es zu realpolitischen Konsequenzen. Am 20. Februar 2024, dem Tag der Uraufführung des investigativen Spielfilms „Am Abgrund“, verkündeten die Regierungsfraktionen SPD, [[Allianz der Grünen
Bündnis 90/Die Grünen|Grüne]] und FDP eine Gesetzesinitiative zur Verschärfung des Strafrechts des §108f „Abgeordnetenbestechung“. Der Bundestagsabgeordnete Frank Schwabe sagte in Blickpunkt Film dazu:

„Die öffentliche, mediale Präsenz der Abgeordneten-Bestechung durch Aserbaidschan hat neben den Masken-Deals natürlich einen entscheidenden Anteil am Zustandekommen dieses neuen Gesetzes. Das Wissen und die Erarbeitung des Projekts ‚Am Abgrund‘ gehört maßgeblich dazu.“

„Am Abgrund“ wurde am 20. Februar 2024 im Rahmen eines fraktionsübergreifenden Parlamentarischen Abends im Deutschen Bundestag uraufgeführt. Die Schirmherrschaft hatten die Abgeordneten Knut Abraham (CDU), Gyde Jensen (FDP), Michael Georg Link (FDP), Max Lucks (Bündnis 90/Die Grünen), Tabea Rößner (Bündnis 90/Die Grünen), Frank Schwabe (SPD), Derya Türk-Nachbaur (SPD) und Volker Ullrich (CDU). Nach dem investigativen Spielfilm diskutierten Gerald Knaus (European Stability Initiative), Anna-Maija Mertens (Transparency International), Andreas Nick (ehem. MdB, ehem. Leiter der deutschen Delegation im Europarat), Claudia von Salzen (Tagesspiegel), Frank Schwabe und Thomas Reutter (Koordinator des ARD-Thementags) unter der Moderation von Oliver Köhr (ARD-Chefredakteur) über die wahren Hintergründe und neuen Erkenntnisse der Recherchen von Daniel Harrich.
Der ARD-Thementag „#unsereErde - Kampf um Rohstoffe“ lief am 6. März 2024 ab 20.15 Uhr im Ersten: Der investigative Spielfilm „Am Abgrund“, gefolgt von Teil 1 der Doku-Reihe „Am Abgrund - Kampf um Rohstoffe“. Inhaltlich sind die Filme an das Leben der deutschen Politiker Frank Schwabe und Christoph Strässer angelehnt und zeigt deren Kampf gegen Korruption und politische Einflussnahme. Die Dreharbeiten für Doku und Spielfilm erfolgten zum großen Teil verdeckt. Die gesellschaftliche Relevanz des Gesamtprojekts schätzt der Journalist Arno Frank wie folgt ein:

„Nebenbei kann der Dienst, den Harrich mit diesem Hybrid aus Unterhaltung und Aufklärung den Öffentlich-Rechtlichen erweist, gar nicht hoch genug veranschlagt werden.“

Alle vier Folgen der Doku-Reihe „Am Abgrund - Kampf um Rohstoffe“ wurden zeitgleich in der ARD Mediathek veröffentlicht.

## Bundesverdienstkreuz

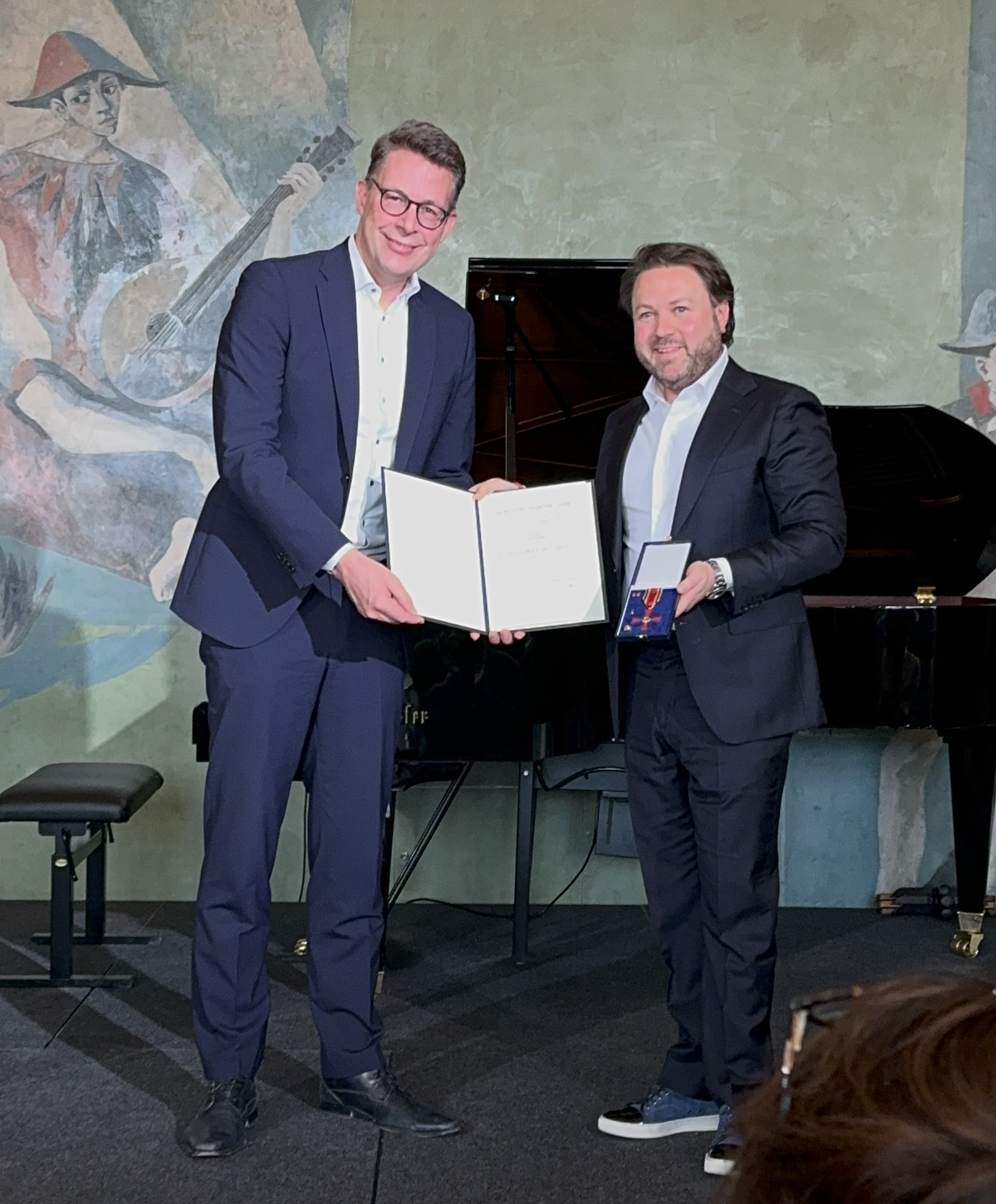

Am 7. März 2024 wurde Daniel Harrich das Bundesverdienstkreuz von Bundespräsident Frank-Walter Steinmeier verliehen. Bei der Überreichung im Münchener Gärtnerplatztheater sagte der bayerische Kunstminister Markus Blume:

„Daniel Harrich ist der Meister des investigativen Spielfilms. Als Meister des investigativen Spielfilms produziert Daniel Harrich Kunst, die wirkt: Seine Filme zu hochbrisanten Themen wie Waffenhandel, Wasserknappheit oder Korruption sind extrem fesselnd erzählt und ziehen oft konkrete Konsequenzen nach sich! Er recherchiert beeindruckend präzise und löst mit seinen Spielfilmen immer wieder weitreichende gesellschaftliche und politische Reaktionen aus – das macht ihn zur idealen Verbindung aus Investigativjournalist und Ausnahmeregisseur! Wenn es Sie noch nicht gäbe, müsste man Sie erfinden!“

Er hat den Orden zum vorgeschriebenen Mindestalter von 40 Jahren erhalten und ist somit einer der jüngsten Personen, denen dieser verliehen wurde.

## Filmografie
- 2009: Acholiland (Kurzfilm, 20 Minuten)
- 2013: Der blinde Fleck (Kinofilm)
- 2013: Ein schmaler Grat (Kinofilm)
- 2014: Waffen für die Welt – Export außer Kontrolle (Dokumentarfilm)
- 2015: Attentäter. Einzeltäter? Neues vom Oktoberfestattentat (Dokumentarfilm)
- 2015: Tödliche Exporte – Wie das G36 nach Mexiko kam (Dokumentarfilm)
- 2015: Meister des Todes (Spielfilm – Produktion, Drehbuch & Regie)
- 2016: Waffen für den Terror – Die Balkan-Route (Dokumentarfilm)
- 2016: Waffen für den Terror – Gefahr für den Südwesten?  (Dokumentarfilm)
- 2016: Eine verhängnisvolle Nacht – Gefangen in New York (Dokumentarfilm)
- 2017: Urlaub im Slum – Eine deutsche Kinderärztin in Indien (Dokumentarfilm)
- 2017: Gefährliche Medikamente – gepantscht, gestreckt, gefälscht (Dokumentarfilm)
- 2017: Gift (Spielfilm – Produktion, Drehbuch & Regie)
- 2017: 37 Grad Die Wahrheit und ihr Preis – Whistleblower packen aus (Dokumentarfilm)
- 2018: Saat des Terrors (Spielfilm – Produktion, Drehbuch & Regie)
- 2018: Spur des Terrors (Dokumentarfilm)
- 2020: Tödliche Exporte – Rüstungsmanager vor Gericht (Dokumentarfilm)
- 2020: Meister des Todes 2 (Spielfilm – Produktion, Drehbuch & Regie)
- 2020: Ermittlungen? Eingestellt! Das Oktoberfestattentat und der Erlanger Doppelmord (Dokumentarfilm)
- 2020: Geschäftsmodell Terror – Unsere Geheimdienste und der Dschihad (Dokumentarfilm)
- 2022: Bis zum letzten Tropfen (Spielfilm – Drehbuch, Produktion & Regie)
- 2022: Bis zum letzten Tropfen – Die Doku (Dokumentarfilm)
- 2022: DURST – Die Serie (3 x 45 Minuten – Dokumentar Mini-Serie für ARD Mediathek)
- 2022: Story im Ersten – Die große Dürre (Dokumentarfilm)
- 2023: Lebenslinien – Heiner Lauterbach – Süchtig nach Abenteuer (Dokumentarfilm)
- 2024: Am Abgrund (Spielfilm – Drehbuch, Produktion, Kamera & Regie)
- 2024: Am Abgrund – Kampf um Rohstoffe (vierteilige Doku-Reihe)

## Auszeichnungen
- 2009: College Emmy Award in Gold (First Place) der Academy of Television Arts & Sciences Foundation, Kurzfilmpreis[45]
- 2009: Bricker Humanitarian Award der Academy of Television Arts & Sciences Foundation, Kurzfilmpreis
- 2009: BAFTA Short Film Award der British Academy of Film and Television Arts, Kurzfilmpreis
- 2009: Jimmy Stewart Memorial Crystal Heart Award des Heartland Film Festival, Kurzfilmpreis
- 2013: Friedenspreis des Deutschen Films – Die Brücke, Nachwuchspreis
- 2013: Publikumspreis der Filmkunstmesse Leipzig
- 2014: Stern des Jahres der Abendzeitung
- 2015: Marler Medienpreis Menschenrechte für „Waffen für die Welt – Export außer Kontrolle“[46]
- 2015: Gewinner in der Kategorie „Fernsehjournalismus“ beim Preis der Deutschen Akademie für Fernsehen 2015 zusammen mit Ulrich Chaussy für Attentäter – Einzeltäter? Neues zum Oktoberfestattentat
- 2016: Grimme-Preis 2016 an Daniel Harrich und sein Team für die Recherchen zur Dokumentation „Tödliche Exporte“[47]
- 2017: Marler Medienpreis Menschenrechte für Meister des Todes[48]
- 2019: Nominierung zum Grimme-Preis für „Spur des Terrors - Das Geschäft mit dem Terror“[49]
- 2021: Bayerischer Fernsehpreis für „Geschäftsmodell Terror - Unsere Geheimdienste und der Dschihad“[50]
- 2022: Umweltmedienpreis der Deutschen Umwelthilfe in der Kategorie „Video“
- 2024: Bundesverdienstkreuz[51]
- 2025: Nominierung zum Grimme-Preis für „Am Abgrund - Kampf um Rohstoffe“[52]
- 2025: Documentary Gold Award – Deauville Green Festival in Paris für „Am Abgrund - Kampf um Rohstoffe“[53]

Beide Filme „Ein schmaler Grat“ und „Der blinde Fleck“ liefen im Wettbewerb des Filmfestival Max Ophüls Preis. „Der blinde Fleck“ und „Meister des Todes“ wurden auf dem Filmfest München uraufgeführt. „Meister des Todes“ und „Saat des Terrors“ liefen beide auf dem Fernsehfilmfestival Baden-Baden und waren für den Hauptpreis nominiert.
Daniel Harrich ist der einzige Filmemacher, der mit dem Marler Medienpreis Menschenrechte in beiden Hauptkategorien Dokumentation und Fiktion ausgezeichnet wurde.
Harrichs Eltern, Danuta Harrich-Zandberg und Walter Harrich, sind ebenfalls Träger des Bayerischen Fernsehpreises, den sie 2004 für ihre Dokumentation „Der Contergan-Skandal“ erhielten.